# Torres del llac de Jumeirah
Les Torres del Llac de Jumeirah són un complex residencial de la ciutat de Dubai, Emirats Àrabs Units, format per 78 petits gratacels o torres construïdes a les vores de quatre llacs artificials (Almas Oest, Almas Est, Elucio, i Allure) que tenen una profunditat de 3 metres. El complex té 730.000 m². Cada torre té un mínim de 34 pisos i un màxim de 65; la més alta és la Torre Almas, a l'illa del seu nom. Algunes encara resten pendents d'acabar.